# Fiat 70
O Fiat 70 foi um automóvel produzido pela montadora italiana Fiat entre 1915 e 1920. O 70 usava um motor de quatro cilindros em linha de 2 litros, produzindo 21 cv e capaz de atingir velocidade máxima de 70 km/h. Foram produzidos cerca de mil deste modelo, quase todos destinados ao Exército Italiano. O carro era bastante avançado para a época, contando com um sistema elétrico completo.
O 70 foi substituído pelo Fiat 501.